# 王宝恩 (1926年)
王宝恩（1926年2月13日—2014年10月11日），男，直隶（今河北）昌黎人，中国内科学家、医学教育家，曾任首都医科大学附属北京友谊医院名誉院长。